# Sigaluh (plaats)
Sigaluh is een bestuurslaag in het regentschap Banjarnegara van de provincie Midden-Java, Indonesië. Sigaluh telt 1245 inwoners (volkstelling 2010).